# Saint-Avertin
Saint-Avertin is een gemeente in het Franse departement Indre-et-Loire (regio Centre-Val de Loire). De gemeente telde 15.075 inwoners op 1 januari 2022. De plaats maakt deel uit van het arrondissement Tours. Het is een voorstad van Tours.
In deze gemeente werd Christoffel Plantijn (1520-1589) geboren. De platanenbladeren in het wapen van de gemeente zijn een verwijzing naar zijn naam.
De gemeente heeft een stedenband met het Duitse Steinbach (Taunus).

## Geografie
De oppervlakte van Saint-Avertin bedroeg op 1 januari 2022 13,25 vierkante kilometer; de bevolkingsdichtheid was toen 1.137,7 inwoners per km².
De gemeente ligt in de vallei van de Cher. De autosnelweg A10 scheidt de gemeente van Tours.
De onderstaande kaart toont de ligging van Saint-Avertin met de belangrijkste infrastructuur en aangrenzende gemeenten.

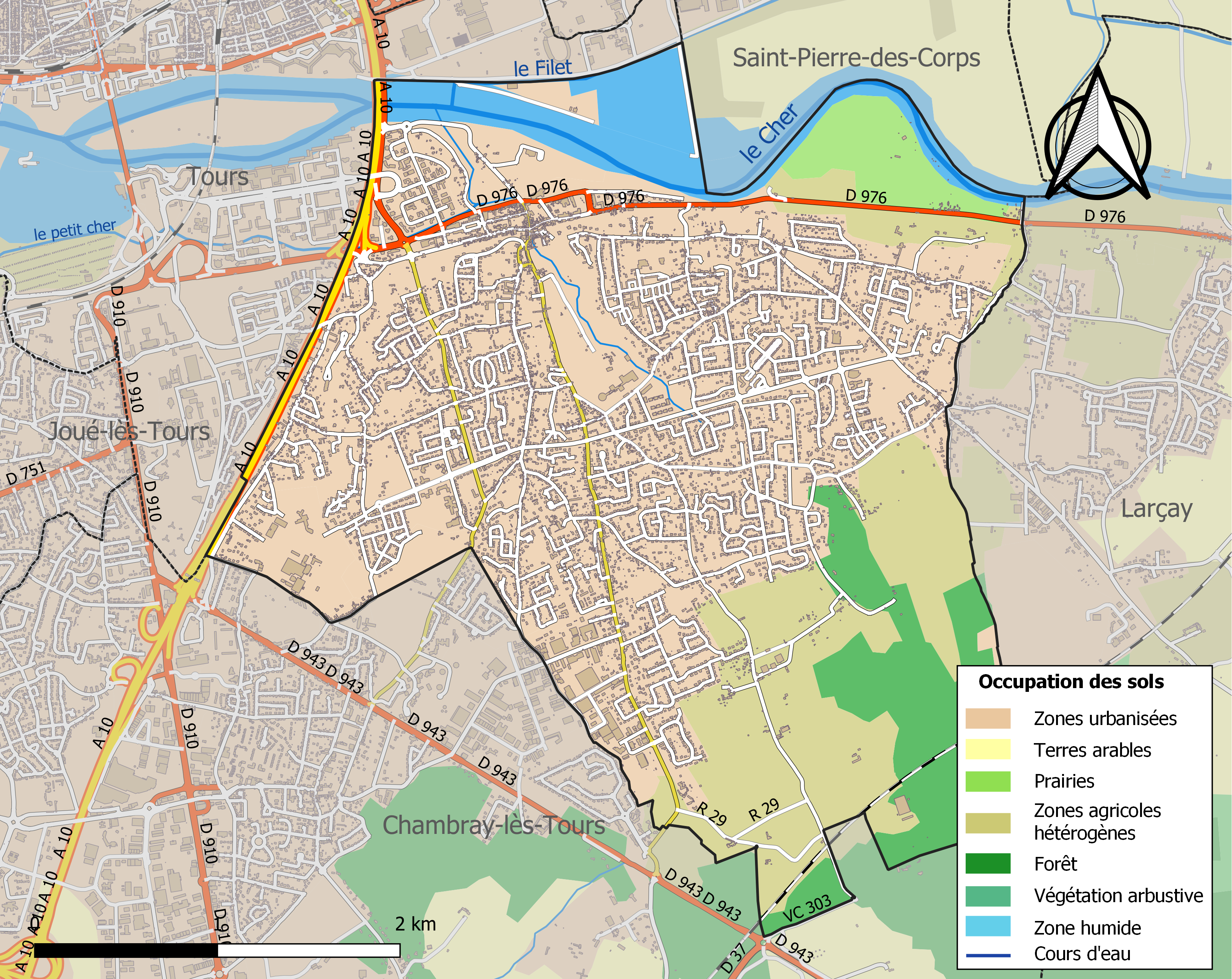

## Demografie
Onderstaande figuur toont het verloop van het inwonertal (bron: INSEE-tellingen).

## Geschiedenis

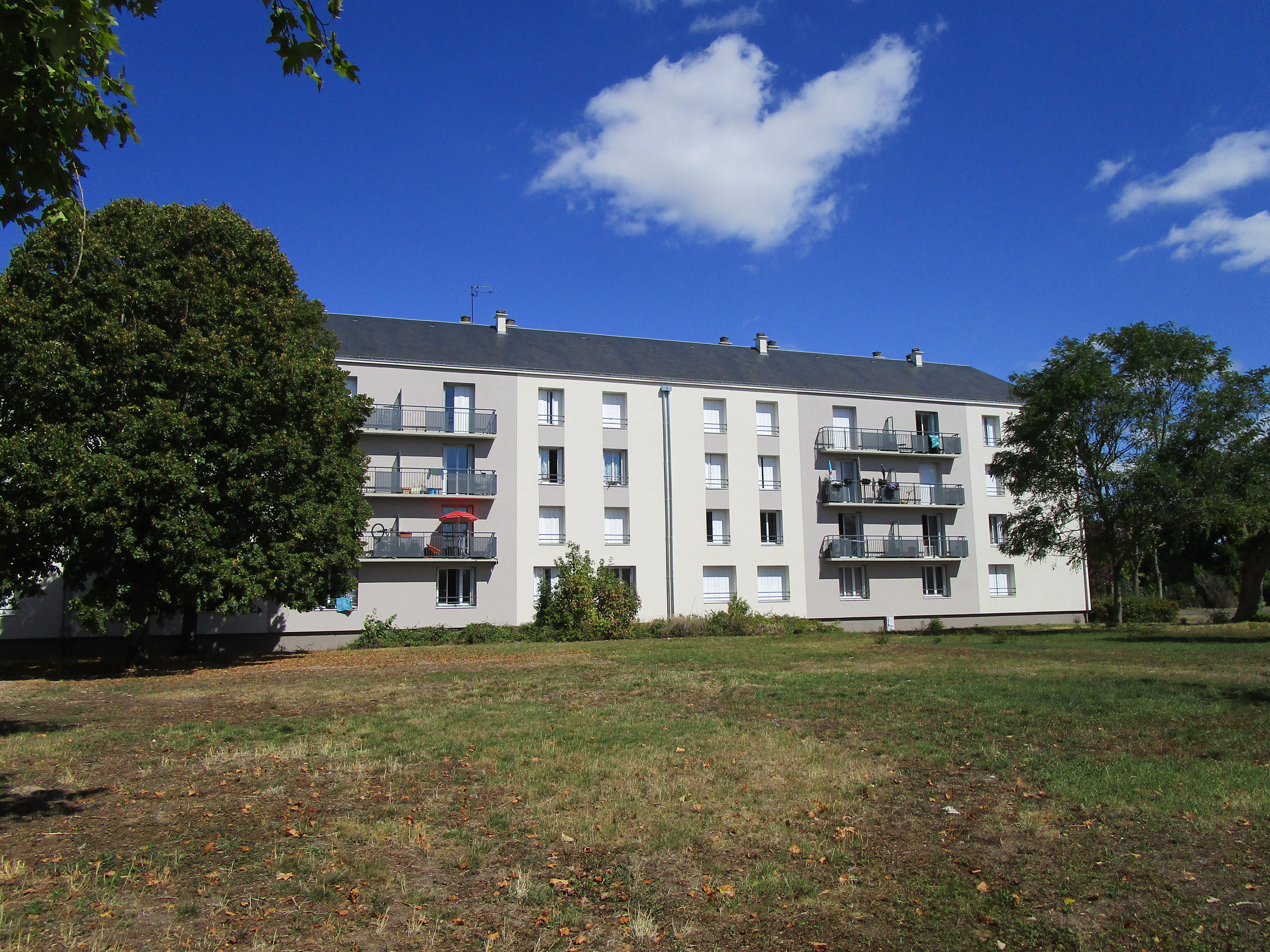
De nieuwe wijk Château-Fraisier, genoemd naar een voormalig wijndomein

In de Gallo-Romeinse tijd waren hier steengroeven die bouwmateriaal (tufsteen) leverden voor Caesarodunum (Tours). Ook in de middeleeuwen waren deze steengroeven nog in gebruik, onder andere voor de bouw van de kathedraal Saint-Gatien. De plaats kreeg haar naam in de 14e eeuw en werd genoemd naar de Schotse monnik en heremiet Aberdeen, die zich in de streek vestigde in 1162. Zijn graf werd een bedevaartsoord. De wijnbouw was een belangrijke economische activiteit. Het druivenras Auverneau, geroemd in de 16e eeuw, werd in en om Saint-Avertin geteeld.
In de eerste helft van de 20e eeuw was Saint-Avertin nog grotendeels landelijk. Rijke inwoners uit Tours bouwden er villa's langs de Cher en langs die rivier waren talrijke uitgaansgelegenheden. Schrijver Jules Romains beschreef Saint-Avertin als " la plage de Tours", het strand van Tours. Daarna verstedelijkte de gemeente verder en maakten de wijngaarden grotendeels plaats voor nieuwe wijken: Château-Fraisier, Grands Champs, Bellevue of Onze Arpents.

## Bezienswaardigheden

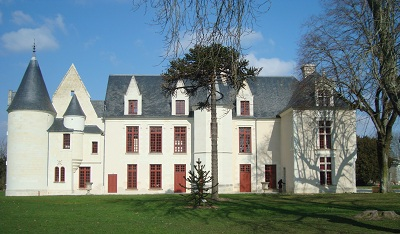
Château de Cangé

- Château de Cangé. Dit kasteel gaat terug tot de 13e eeuw. Jean de Coningham, kapitein van de Schotse garde van koning Lodewijk XI, liet in de 15e eeuw een nieuwe façade bouwen. In juni 1940 verbleef Frans president Albert Lebrun hier enkele dagen en vergaderde de ministerraad hier. Na een brand in 1978 werd het kasteel in 1980 aangekocht door de gemeente en later gerestaureerd.
- Sources du Limançon. Dit is een bron die via een aquaduct Tours van drinkwater voorzag met een ondergrondse galerij uit de 16e eeuw.
- Galeries de l'Ecorcheveau, ondergrondse tufsteengroeve.[5]